# Фудзимото, Хидэо
Хидэо Фудзимото (яп. 藤本 英男 Фудзимото Хидэо, 24 июня 1944) — японский борец греко-римского стиля, призёр Олимпийских игр, чемпион мира.
Родился  в префектуре Токусима; окончил Японский университет физической культуры.
В 1967 году завоевал бронзовую медаль чемпионата мира. В 1968 году на Олимпийских играх в Мехико стал обладателем серебряной медали. В 1970 году выиграл чемпионат мира, а на чемпионате мира 1971 года вновь стал обладателем бронзовой медали. В 1972 году принял участие в Олимпийских играх в Мюнхене, но там стал лишь 4-м.